# Christian Di Martino
Christian Di Martino (Ischia, 1989) è un poliziotto italiano decorato di Medaglia d'oro al Valor Civile.

## Storia
Nato a Ischia ed è figlio di un ispettore di Polizia di Stato.
Dopo aver svolto 2 anni di servizio militare entra come agente in Polizia per seguire le orme del padre, divenendo nel 2023 vice ispettore a seguito di concorso interno prestando servizio nei Commissariati di Pubblica Sicurezza di Sesto San Giovanni e di Milano Monforte - Vittoria per poi essere trasferito presso la Questura di Milano nella Squadra volante.
L'8 maggio 2024 nei pressi della Stazione di Milano Lambrate interviene con la sua volante in supporto ai colleghi della Polizia Ferroviaria per tentare di fermare un soggetto marocchino di 37 anni, Hasan Hamis, che lanciava sassi verso i treni in transito nonché verso le persone presenti. Il vice ispettore, nonostante il tentativo di immobilizzare il soggetto con l'ausilio della pistola ad impulsi elettrici che non va a buon fine a causa dell'abbigliamento pesante del soggetto, a seguito di una colluttazione viene raggiunto da diversi fendenti con un coltello da cucina avente una lama di 20 centimetri che vanno a ledere il rene e il duodeno causando un'emorragia interna.
Viene trasportato d'urgenza all'Ospedale Niguarda Ca' Granda in codice rosso a causa della situazione sin da subito risultata critica, venendo operato d'urgenza e ricevendo circa 70 trasfusioni di sangue, ricevendo altresì la visita del Ministro dell'Interno e del Capo della Polizia mentre era ancora in coma.
Una volta dimesso è stato incontrato a Roma presso il Viminale dal Ministro dell'Interno Matteo Piantedosi e dal Capo della polizia Vittorio Pisani i quali si sono definiti grati per quanto fatto.
Il 27 dicembre 2024 gli è stata concessa la medaglia d'oro al valor civile dal Presidente della Repubblica Sergio Mattarella.
È cognato del difensore dell'Inter Federico Dimarco

## Onorificenze e riconoscimenti
2016 - Encomio solenne  
        2018 - Lode  
       2024 - Promozione per merito Straordinario